# سیدوبا سوماه
سیدوبا سوماه (انگلیسی: Seydouba Soumah؛ زادهٔ ۱۱ ژوئن ۱۹۹۱) بازیکن فوتبال اهل گینه بود.
از باشگاه‌هایی که در آن بازی کرده است می‌توان به باشگاه فوتبال اسلوان براتیسلاوا، باشگاه ورزشی القادسیه کویت، و باشگاه فوتبال آژاکس کیپ‌تاون اشاره کرد.
وی همچنین در تیم ملی فوتبال گینه بازی کرده است.